# Malaccotristicha
Malaccotristicha là một chi thực vật có hoa trong họ Podostemaceae.

## Loài
Chi Malaccotristicha gồm các loài: